# Bernacchi Head
Bernacchi Head är en udde i Antarktis. Den ligger i Östantarktis. Nya Zeeland gör anspråk på området.
Terrängen inåt land är huvudsakligen kuperad, men åt nordväst är den platt. Havet är nära Bernacchi Head söderut. Trakten är obefolkad. Det finns inga samhällen i närheten.